# Henry Hartsfield
Henry Warren "Hank" Hartsfield, Jr., född 21 november 1933 i Birmingham, Alabama, död 17 juli 2014, var en amerikansk astronaut uttagen i astronautgrupp 7 den 14 augusti 1969.

## Rymdfärder
- STS-4
- STS-41-D
- STS-61-A